# Christian F. Majer
Christian Friedrich Majer (* 1978 in Tübingen) ist ein deutscher Rechtswissenschaftler und Professor für Zivilrecht, Zivilprozessrecht, Strafrecht und Ordnungswidrigkeitenrecht an der Hochschule für öffentliche Verwaltung und Finanzen Ludwigsburg.

## Ausbildung
Nach dem Abitur 1998 am Tübinger Uhland-Gymnasium studierte Majer Rechtswissenschaft an der Universität Tübingen. Nach dem ersten juristischen Staatsexamen 2003 arbeitete er als akademischer Mitarbeiter an der Juristischen Fakultät seiner Heimatuniversität. Sein Rechtsreferendariat im OLG-Bezirk Stuttgart schloss er 2006 mit dem zweiten juristischen Staatsexamen ab.

## Karriere
Von 2007 bis 2013 war Majer in Tübingen als Rechtsanwalt tätig. Parallel dazu war er von 2007 bis 2009 erneut akademischer Mitarbeiter an der Universität Tübingen und von 2009 bis 2014 Lehrbeauftragter an der Universität Konstanz.
2011 promovierte Majer bei Jürgen Stamm an der Universität Erlangen-Nürnberg mit summa cum laude zum Thema Die Räumungsvollstreckung und ihre effektive Durchsetzung.
2013 übernahm er die Professur für Zivilrecht, Zivilprozessrecht, Strafrecht und Ordnungswidrigkeitenrecht an der Hochschule für öffentliche Verwaltung und Finanzen Ludwigsburg. Er ist Direktor des dortigen Instituts für Internationales und ausländisches Privat- und Verfahrensrecht.

## Sonstiges
Neben seiner Arbeit als Hochschullehrer ist Majer ehrenamtlich Chefredakteur der juristischen Fachzeitschrift Jura Studium & Examen (JSE), die seit 2011 vom Verein der Zeitschrift JSE e.V. herausgegeben wird, dessen Vorsitzender er ist. Er ist zudem Prüfer im zweiten juristischen Staatsexamen in Baden-Württemberg und Lehrbeauftragter an der Universität Nürnberg-Erlangen, seit 2020 Mitherausgeber des Ludwigsburger Jahrbuchs des IAF und seit 2023 Lehrbeauftragter an der IEXE Universidad, Puebla, Mexiko. 

## Schriften (Auswahl)

### Monographie
- Die Räumungsvollstreckung und ihre effektive Durchsetzung. Dissertation. Mohr Siebeck, Tübingen 2012, ISBN 978-3-16-151792-1.
- Das römische internationale Privatrecht, Kohlhammer, Stuttgart 2017. ISBN 978-3-17-032870-9.

### Aufsätze, Entscheidungsbesprechungen, Urteilsanmerkungen
- zusammen mit Alexander Hellgardt: Die Auswirkungen nichtiger Grundverhältnisse auf die Vollmacht - Eine rechtsdogmatische Einordnung und Bewertung der neueren BGH-Rechtsprechung zu den Bauherren- und Erwerbermodellen. In: WM. 2004, S. 2380–2386.
- Sittenwidrigkeit und das Prostitutionsgesetz bei Vermarktung und Vermittlung. In: NJW. 2008, S. 1926–1929.
- Grenzüberschreitende Durchsetzung von Bagatellforderungen - Die Verordnung zur Einführung eines europäischen Verfahrens für geringfügige Forderungen. In: JR. 2009, S. 270–273.
- zusammen mit Felix Buchmann, Johannes Hertfelder, Anna Vögelein: „Vertragsfallen“ im Internet - rechtliche Würdigung und Gegenstrategien. In: NJW. 2009, S. 3189–3194.
- Staatenimmunität bei arbeitsrechtlichen Streitigkeiten zwischen ausländischen Staaten und deren Mitarbeitern. In: NZA. 2010, S. 1395–1399.
- zusammen mit Felix Buchmann: Abofallen als Betrug - Anmerkung zu OLG Frankfurt, 1 Ws 29/09. In: C&R. 2011, S. 195–196.
- zusammen mit Jörg Eisele: Strafbarkeit der Zwangsheirat nach § 237 StGB im Lichte des Internationalen Straf- und Privatrechts. In: NStZ. 2011, S. 546–552.
- Qualifikation des Zugewinnausgleichs im Todesfall. In: EE. 2012, S. 208–209.
- Sittenwidrigkeit und Äquivalenzstörungen - das wucherähnliche Geschäft. In: DNotZ. 2013, S. 644–657.
- Scharia-Gerichte in Deutschland - Eine rechtliche Bewertung. In: JSE. 2014, S. 128–144.
- Die Anerkennung ausländischer Adoptionsentscheidungen. In: NZFam. 2015, S. 1138–1141.
- Flüchtlinge im Internationalen Privatrecht - Vorschlag für eine teleologische Reduktion des Art. 12 GFK. In: StAZ. 2016, S. 337–341.
- Das Gesetz zur Bekämpfung von Kinderehen, NZFam. 2017, 537–541
- Rasse und ethnische Herkunft in § 1 AGG. Eine Begriffsbestimmung. In: Jura Studium & Examen. Ausgabe 3, 2018, S. 124–127 (zeitschrift-jse.de [PDF]).
- Die Vermietung des eigenen Körpers – Verträge über Leihmutterschaft und Prostitution, in: NJW. 2018, 2294–2299
- Das Kinderehenbekämpfungsgesetz im Kreuzfeuer der Kritik, in: NZFam. 2019, 659–662
- Rechtsschutz gegen Hausbesetzer zwischen zivilprozessualer Räumungsvollstreckung und Polizei- und Ordnungsrecht, NZM. 2019, 59–63
- Polygamie in Deutschland – Rechtslage und Reformdiskussion, in: NZFam. 2019, 242–244
- „Positive Diskriminierung“ – Verfassungsrechtliche Zulässigkeit von „Migrantenquoten“ und Bevorzugung wegen Migrationshintergrundes beim Zugang zum öffentlichen Dienst, in: ZAR. (11–12) 2020, S. 414–419 (zusammen mit Arne Pautsch)
- Marriage between minors under german law, in: Electronic journal of islamic and middle eastern law, 2020, 53–58, https://www.ejimel.uzh.ch/en.html
- Das Grundgesetz und Diskriminierung wegen der „Rasse“ – Anmerkungen zur geplanten Neufassung von Art. 3 Abs. 3 GG, in: NJ. 2021, 149–152 (zusammen mit Arne Pautsch)
- Die Morgengabe im deutschen Sachrecht – Unter besonderer Berücksichtigung der Sittenwidrigkeit, In: NZFam. 2022, 58–61.
- Rassistische Beleidigungen in Zivil- und Strafrecht, NJ 2023, 62-67 (zusammen mit Bijan Nowrousian)
- Unbegleitete Auslandsadoptionen nach dem Adoptionshilfegesetz im Lichte des Grundgesetzes und der EMRK, NZFam 2023, 109-112